# ダンス・ダンス・ダンス
『ダンス・ダンス・ダンス』は、村上春樹の6作目の長編小説。

## 概要
1988年10月13日、講談社より上下巻で刊行された。表紙の絵は佐々木マキ。1991年12月3日、講談社文庫として文庫化された。2004年10月15日、文庫版の新装版が刊行された。
作中の「僕」は『風の歌を聴け』、『1973年のピンボール』、『羊をめぐる冒険』の所謂「鼠三部作」の主人公と同一人物であり、実質的な三部作の続編にして完結編である。また、前三作に比べて、活字の量・物語性が増している。内容としては資本主義の高度発展への社会批判、空虚感と孤独感が特徴として挙げられる。
村上は本作のタイトルの由来について次のように述べている。

## あらすじ
「僕」は3年半の間、フリーのライターとして「文化的雪かき」に従事していた。1983年3月のはじめ、函館の食べ物屋をカメラマンと二人で取材した。書き上げた原稿をカメラマンに託すと、「僕」は札幌行きの特急列車に乗る。「いるかホテル」に行ってキキと会うためだ。しかし「いるかホテル」（正式名はドルフィン・ホテル）は26階建ての巨大なビルディングに変貌していた。
「いるかホテル」の一室で羊男と再会し、札幌の映画館で中学校の同級生の出演する映画を見る。同級生の五反田君は生物の先生を演じていた。ベッドシーンで、カメラが回りこむようにして移動して女の顔を映し出すと、それはキキだった。
眼鏡のよく似合う女性従業員から、ホテルに取り残された13歳の少女を東京まで引率するよう頼まれる。少女の名はユキといった。
奇妙で複雑なダンス・ステップを踏みながら「僕」は暗く危険な運命の迷路をすり抜けていく。

## 登場人物
僕（主人公）
元翻訳事務所勤務。現在はフリーライターとして「文化的雪かき」に従事している。
五反田君
「僕」の中学時代の同級生で、人気俳優。フルネームは五反田亮一。芸名で活動している。映画「片想い」でキキと共演する。
ユキ
「僕」が「ドルフィン・ホテル」で出会った13歳の美少女。特別な感受性を持つため周りに馴染めず、不登校。
アメ
ユキの母親。写真家。「アメ」は仕事用の名前。奇行で知られ、攻撃的で鋭い写真を撮る。
牧村拓
ユキの父親。小説家。「僕」の説明によれば、本が売れなくなると「ナイーブな青春小説の作家から突然実験的前衛作家に転向し」、それから1970年代の初め頃冒険作家となった。アメとは離婚し、現在は辻堂で書生と暮らしている。
ディック・ノース
詩人でアメの付き人。ベトナム戦争で片腕を失った。
ユミヨシさん
「いるかホテル」の跡地に建てられた「ドルフィン・ホテル」のフロントで働く眼鏡の似合う女性。『ティファニーで朝食を』の日本人「ユニオシさん」の音の連想から生まれたという説がある。(『村上春樹の映画記号学』2008)
キキ
前作『羊をめぐる冒険』に登場した、耳に特別な力を持つ「僕」の元恋人で元高級コールガール。
メイ
キキの同僚だったコールガール。五反田君のマンションに呼ばれ「僕」と寝る。
マミ
キキの同僚だったコールガール。メイとともに五反田君のマンションに呼ばれる。
ジューン
ハワイで過ごす「僕」のために牧村拓が用意したコールガール。
書生のフライデー
牧村拓の付き人。名字は中村。ユキは彼をゲイだと断言する。
羊男
羊の皮を被った謎の男。ドルフィン・ホテルで「僕」と再会する。
文学
赤坂のホテルの一室で殺されたメイの事件を担当する赤坂署の刑事。一昔前の文学青年を髣髴とさせる見た目から「僕」に「文学」と名づけられた。
漁師
その同僚。漁師のような日焼けの仕方をしているため、「文学」同様「僕」によってそう名づけられた。

## 登場する文化・風俗
音楽
| ジェファーソン・エアプレイン                           | 主に1960年代に活躍したアメリカのロックバンド。のちにスターシップへと発展した。本文の中で「死後硬直の死体を思わせるジェファーソン・エアプレイン」と表現される。 |
| 「ボーン・トゥー・ルーズ」                             | レイ・チャールズが1962年に発表した歌。Ted Daffan's Texansの古いカントリーソングのカバー。 「アナウンサーがここでオールディーズを一曲、と言った。レイ・チャールズの『ボーン・トゥー・ルーズ』だった。それは哀しい曲だった。『僕は生まれてからずっと失い続けてきたよ』とレイ・チャールズが歌っていた。『そして僕は今君を失おうとしている』。その唄を聴いていて、僕は本当に哀しくなった」 |
| ジェネシス                                             | 英国のロックバンド。ユキのトレーナー・シャツに「GENESIS」というレタリングが入っているのが「僕」の目に入る。「ジェネシス――また下らない名前のバンドだ」と「僕」は思う。 |
| 「ロカフラ・ベイビー」                                 | エルヴィス・プレスリー主演の映画『ブルーハワイ』（1961年）の挿入歌。「僕」は古代エジプトの水泳教師を描いた映画を想像する。「白い歯を見せてにっこりと笑い、優雅に小便をする。ウクレレをもたらせたらナイルの河岸に立って『ロカフラ・ベイビー』でも歌い出しそうである。こういう役は彼にしかできない」 |
| アル・マルティーノ                                     | 米国の歌手・俳優。映画『ゴッドファーザー』のジョニー・フォンテーン役として知られる。 「恐ろしいほどの完璧な暗闇」の中で「僕」は思う。「なんでもいいから音楽が聴きたかった。あまりにも静かすぎるのだ。ミッチ・ミラー合唱団だって我慢する。アンディー・ウィリアムズとアル・マルティーノがデュエットで唄っても我慢する」 |
| トーキング・ヘッズ                                     | アメリカ合衆国のロックバンド。本書には2回登場する。 「TALKING HEADS」と書かれたトレーナー・シャツを着たユキを見て「僕」は次のように述べる。「『トーキング・ヘッズ』と僕は思った。悪くないバンド名だった。ケラワックの小説の一節みたいな名前だ。『語りかける頭が俺の隣でビールを飲んでいた。俺はひどく小便がしたかった。小便をしてくるぜとと俺は語りかける頭に言った』 懐かしきケラワック。今はどうしているものか」 「僕」の乗る車でトーキング・ヘッズの1979年のアルバム『フィア・オブ・ミュージック』がかかる。なお村上は「フェア・オブ・ミュージック」と表記している。  |
| 「オール・アローン・アム・アイ」                       | ブレンダ・リーが1962年に発表したヒット曲。全米3位を記録した。 「そういえば僕もその頃はロック・レコードを集めていた。45回転のシングル盤を。レイ・チャールズの『旅立てジャック』やら、リッキー・ネルソンの『トラヴェリン・マン』やら、ブレンダ・リーの『オール・アローン・アム・アイ』、そういうのを百枚くらい」 |
| 「トラヴェリン・マン」                                 | リッキー・ネルソンが1961年に発表したシングルのA面曲。全米1位を記録した。B面は「ハロー・メリー・ルー」。 歌詞の一部（3行分）が本書で引用されている。「僕は頭の中で試しに『トラヴェリン・マン』の歌詞を思い出して歌ってみた。信じられない話だけれど、まだ歌詞を全部覚えていた。どうしようもない下らない歌詞だったが、歌ってみるとちゃんとすらすら出てきた」 |
| 「サマータイム・ブルース」                             | エディ・コクランの1958年のヒット曲。全米8位を記録した。カーステレオに入れたテープから流れる。 |
| 「カム・ゴー・ウィズ・ミー」                           | ザ・デル・ヴァイキングスの1957年のヒット曲。カー・ステレオから流れる「カム・ゴー・ウィズ・ミー」にあわせて「僕」は一緒に合唱する。 |
| 「シュガー・シャック」                                 | ジミー・ギルマー&ザ・ファイアボールの1963年のヒット曲。5週連続で全米1位を記録した。レンタカー・オフィスで「僕」が借りたオールディーズのテープに入っており、「僕」は次のように書く。「ジミー・ギルマー『シュガー・シャック』。僕は歯の隙間から口笛を吹いて運転した。道路の左手には真っ白な原野が広がっていた。『ただの小さな木作りのコーヒー・ショップ。エスプレッソが御機嫌にうまいんだ』。良い唄だ。一九六四年」 |
| 「シャフトのテーマ」                                   | 映画『黒いジャガー』（原題： Shaft）のテーマ曲。アイザック・ヘイズが作詞作曲し歌唱した。正式の邦題は「黒いジャガーのテーマ」。 「僕はラジオから流れる『シャフトのテーマ』を聴きながら買ってきた野菜をひとつひとつきちんと放送して冷蔵庫にしまった。その男は誰だ？ シャフト！」 |
| 「イッツ・オール・オーバー・ナウ、ベイビー・ブルー」   | ボブ・ディランのアルバム『ブリンギング・イット・オール・バック・ホーム』（1965年）の収録曲。五反田君が女の子とベッドルームに行ったあとテープから流れる。 |
| カウント・ベイシー                                     | 米国のジャズ・ピアニスト、バンド・リーダー。本書では2回登場する。「毎日が同じような繰り返しだった。そうこうするうちにエリオットの詩とカウント・ベイシーの演奏で有名な四月がやってきた」「風呂を出ると僕はカリフラワーを茹で、それを食べながらビールを飲み、アーサー・プライソックがカウント・ベイシー・オーケストラをバックに唄うレコードを聴いた。無反省にゴージャスなレコード。十六年前に買った。一九六七年。十六年間聴いている。飽きない」。 「カウント・ベイシーの演奏で有名な」とあるのは、ベイシーが1957年にアルバムの中で発表した "April in Paris" のことを指す。 |
| 「エヴリデイ・ピープル」                               | スライ&ザ・ファミリー・ストーンが1968年に発表したシングル曲。翌1969年に全米1位を記録した。曲の歌詞（村上訳）が本文に出てくる。また「僕」は五反田君に向かって同曲の歌詞を引用する。 |
| 「ハングリー・ハート」                                 | ブルース・スプリングスティーンが1980年に発表したシングル曲。ハワイのラジオ局から流れる。以下は「僕」の言葉。「ブルース・スプリングスティーンが『ハングリー・ハート』を歌った。良い歌だ。世界もまだ捨てたものではない。ディスク・ジョッキーもこれは良い歌だと言った」 |
| フランツ・シューベルト 「ピアノ三重奏曲第2番 作品100」 | アイザック・スターン、レナード・ローズ、ユージン・イストミンのトリオによる同曲のレコードが登場する。 「僕はずっと昔から、春になるとこのレコードをよく聴いた。春の夜が含むある種の哀しみが、この曲のトーンに呼応しているように僕は感じていた」と「僕」は記す。 |
| 「サマー・イン・ザ・シティ」                           | ラヴィン・スプーンフルが1966年に発表した歌。全米1位を記録した。 「僕」はユキの目を見て思う。「その目は僕に夏の光を思わせた。鋭く水中に差し込んで屈曲し輝いて散るあの夏の光」。そしてユキと別れると「僕」は口笛で「サマー・イン・ザ・シティ」を吹きながら車で表参道を通る。 |

その他
| キース・ヘリング                | 1990年に死去した米国の画家。「僕」のハーフコートにはキース・ヘリングのバッジがついている。 |
| ダンキンドーナツ                | 1948年に米国で創業したファーストフードチェーン店。1998年を境に、米軍基地内を除いて日本から姿を消した。本書では8回登場する。 |
| トヨタ・カローラ・ スプリンター | 「カローラ・スプリンター」はトヨタ自動車の「スプリンター」シリーズの初代の名称。スプリンターは1968年から2002年まで生産・販売されていた。 北海道の空港のレンタカーオフィスで主人公が借りる車。 |
| バージニア・スリム              | タバコの銘柄の一つ。2010年に「バージニア・エス」と改称した。ユキがバージニア・スリムを吸う仕草を「僕」は次のように表現する。「ナイフで切り取ったような薄い鋭角的な唇にフィルターがそっとくわえられ、火をつけるときに長いまつげが合歓の木の葉のようにゆっくりと美しく伏せられた。額に落ちた細い前髪が彼女の小さな動作にあわせて柔らかく揺れた。完璧だった」 |
| ル・コルビュジェ                | スイスで生まれフランスで主に活躍した建築家。映画『片想い』の五反田君の部屋にル・コルビュジェの絵がかかっている。 |
| パブロ・ピカソ                  | スペイン出身の画家・彫刻家。牧村拓が主人公に向かって「君は俺に何かを連想させる。何だろう？」と問いかけると、「何だろう？ ピカソの『オランダ風の花瓶と髭をはやした三人の騎士』だろうか？」と「僕」が自問する場面がある。ピカソにこのような作品は存在しない。                                                                                                |
| T・S・エリオット                | 英国の詩人、文芸批評家。上記の引用部分は、エリオットの長編詩『荒地』の書き出しが「April is the cruellest month」であることにちなんでいる。 |
| 三菱・ランサー                  | 三菱自動車工業が生産している自動車の名称。オリジナルのランサーは2010年5月をもって販売終了した。ホノルルのレンタカー屋で「僕」が借りる車。 |
| ロバート・フロスト              | 米国の詩人。ピューリッツァー賞を4度受賞している。 「僕は一度ディック・ノースがロバート・フロストの詩を朗読するのを聞いた。詩の内容まではもちろんわからなかったけれど、なかなか上手い朗読だった。リズムが美しく、情感がこもっていた」 |
| 佐藤春夫                        | 近代日本を代表する詩人、小説家のひとり。「佐藤春夫の短編を久し振りにゆっくりと読みかえしてみた。何ということもなく気持ちの良い春の宵だった」という箇所がある。 |
| イザベル・アジャーニ            | フランスの女優。「泉に車を落としたらイザベル・アジャーニみたいな泉の精が出てきた」と「僕」がユキに説明する場面がある。 |
| ニキ・ラウダ                    | オーストリア出身のF1レーシングドライバー。1975年、1977年、1984年のF1チャンピオン。 ドライブ中「Uターンして東京に帰ろう」と言うユキに「僕」はこう答える。「ここは東名高速だよ。たとえニキ・ラウダといえどもここでUターンはできない」 |
| ビョルン・ボルグ                | 村上は「ビヨン・ボルグ」と表記している。スウェーデン出身の男子プロテニス選手。コート上で常に冷静沈着なことから「アイス・マン」と呼ばれていた。 「真似しないでよ」と言うユキに「僕」は次のように反論する。「真似じゃないよ。それは君自身のこだまだよ。コミュニケーションの欠落を証明するためにビヨン・ボルグが激しく打ち返してるんだ。スマッシュ！」        |
| シェーキーズ                    | 米国発祥のピッツェリア・チェーン。物語の終盤、「僕」と五反田君はシェーキーズに入りピザとビールをとる。 |

## 翻訳
| 翻訳言語        | 翻訳者                             | 発行日         | 発行元                         |
| --------------- | ---------------------------------- | -------------- | ------------------------------ |
| 英語            | アルフレッド・バーンバウム         | 1994年1月      | 講談社インターナショナル       |
| 英語            | アルフレッド・バーンバウム         | 1995年1月31日  | Vintage Press                  |
| フランス語      | Corinne Atlan                      | 1995年8月25日  | Seuil                          |
| ドイツ語        | Sabine Mangold                     | 2002年         | DuMont Buchverlag Gmbh         |
| イタリア語      | ジョルジョ・アミトラーノ           | 1998年         | Einaudi                        |
| スペイン語      | Gabriel Álvarez                    | 2012年         | Tusquets Editores              |
| カタルーニャ語  | Núria Parés, Alexandre Gombau      | 2012年         | Empúries                       |
| ポルトガル語    | Maria João Lourenço                | 2007年         | Casa das Letras （ポルトガル） |
| ポルトガル語    | Lica Hashimoto, Neide Hissae Nagae | 2005年         | Estação Liberdade （ブラジル） |
| オランダ語      | Luk Van Haute                      | 2008年6月      | Atlas                          |
| デンマーク語    | Ib Høy Hansen                      | 1999年         | Klim                           |
| ノルウェー語    | Kari Risvik, Kjell Risvik          | 1994年         | Pax forlag                     |
| ポーランド語    | Anna Zielińska-Elliott             | 2005年         | Muza                           |
| スロバキア語    | Lucia Preuss                       | 2006年         | Slovart                        |
| ハンガリー語    | Erdős György                       | 2010年         | Geopen Kiadó                   |
| セルビア語      | Divna Tomić                        | 2005年         | Geopoetika                     |
| ロシア語        | Dmitry Viktorovich Kovalenin       | 1998年         |                                |
| ウクライナ語    | Дзюб Іван Петрович                 | 2006年         |                                |
| ラトビア語      | Ingūna Bek̦ere                      | 2008年         | Zvaigzne ABC                   |
| リトアニア語    | Milda Dyke, Irena Jomantienė       | 2004年         | Baltos lankos                  |
| エストニア語    | Margit Juurikas                    | 2020年         | Varrak                         |
| ヘブライ語      |                                    | 2010年         |                                |
| 中国語 (繁体字) | 頼明珠                             | 1996年11月11日 | 時報文化                       |
| 中国語 (繁体字) | 葉蕙                               | 1992年         |                                |
| 中国語 (簡体字) | 林少華                             | 1996年         |                                |
| 韓国語          | ユ・ユジョン                       | 1989年12月20日 | 文学思想社                     |
| ベトナム語      | Trần Vân Anh                       | 2011年         | Nhã Nam                        |
| タイ語          | นพดล เวชสวัสดิ์                       |                |                                |
| アラビア語      | أنور الشامي                        | 2011年         | المركز الثقافي العربي          |

英訳版『Dance Dance Dance』は、未成年の飲酒・喫煙のシーンや、文化的に英語圏の人間にはわかりづらい箇所、ボーイ・ジョージに関する描写などが諸々の理由からカットされている。

## その他
- 作品中に登場する牧村拓（まきむら ひらく）は、村上春樹（むらかみ はるき）のアナグラムである。このアナグラムは英語のアルファベット表記において成立する (MAKIMURA HIRAKU - MURAKAMI HARUKI)。神戸で行われた村上の自著朗読会の場で、村上作品英訳の研究者の塩濱久雄がこの件に関して質問すると、村上自身がそれを認めたという[注 8]。

- 村上は本書にハワイが出てくる理由について、本書執筆の大半を費やしたローマの家があまりにも寒かったので、完成したらハワイに行こうと妻に提案し、それからはハワイのことを考えながら執筆を続けたからであるとしている[42]。

- 執筆に関して村上は、「（『ノルウェイの森』とは異なり）自分の書きたいようにのびのびと好きに書いた。」、「書くという行為をこれほど素直に楽しんだことは、僕としても稀である。」と述べている[43]。

- また、自分の小説に関していえば後悔というものはないが本書は「唯一悔やまれる作品」と述べている。「半年くらい寝かせて、もう一度じっくり書き直したら、もっと大柄で深みのある、そしてより温かみを持った作品になっていただろうな、という感触があるのです」と後年書き記している[44]。

- 本書の続編を書くつもりはないとも語っている[45]。

- 本書は2002年時点で、単行本・文庫本を合わせて229万部が発行されている。